# Gaetano Pinto
Gaetano Pinto (Napoli, 24 settembre 1913 – Napoli, 11 giugno 1994) è stato un calciatore italiano, di ruolo attaccante.

## Carriera
Cresce formandosi calcisticamente nel settore giovanile del Napoli (allora allenato da William Garbutt) e successivamente passa al Catania, squadra in cui milita dal 1937 al 1943.
Nella stagione 1937-1938, trasferitosi alla squadra siciliana allenata da Giovanni Degni, disputa il girone E nel campionato di serie C, ottenendo 31 punti e classificandosi al quarto posto.
Nel torneo successivo la squadra vince il girone H a 12 squadre, conquistando il primo posto con 36 punti e accedendo al girone finale. In quest'ultima fase della stagione 1938-1939, raggiunge con la squadra la tanto attesa promozione al Campionato di Serie B.
Nel campionato 1939-1940, la squadra fatica a competere nella seconda divisione italiana, ma il 29 ottobre 1939, allo Stadio Cibali di Catania, Gaetano Pinto regala una gioia ai tifosi, siglando al sedicesimo minuto il goal del vantaggio contro i rivali del Palermo.

## Palmarès

### Club

#### Competizioni nazionali
- Serie C: 1

Catania: 1938-1939